# Krekenavos agrofirma
Krekenavos agrofirma ist ein fleischverarbeitendes Lebensmittelunternehmen in Kėdainiai, Litauen. Es gehört zur litauischen Unternehmensgruppe Vikonda. Seit Fertigstellung der Fabrik im Jahr 1993 (mit 20.000 m² Produktionsfläche) war das Unternehmen früher an der Börse Vilnius notiert. 2011 erzielte es den Umsatz von 502,312 Mio. Litas und 2012 den Umsatz von 599 Mio. Lt (173,48 Mio. Euro). Der Name ist abgeleitet vom Städtchen Krekenava bei Panevėžys.